# Pavel Gubarev
Pavel Jurjevitj Gubarev (ryska:Павел Юрьевич Губарев, ukrainska: Павло Юрійович Губарєв, Pavlo Jurijovytj Hubarev) född 10 februari 1983, Donetsk, är en ukrainsk affärsman och före detta ledande person inom den proryska rörelsen i östra Ukraina. 
Gubarev var med att leda blockaden mot en regional regeringsbyggnad i Donetsk 2014 som bland annat var en reaktion på den då nybildade ukrainska interimsregering efter den avsatte presidenten Viktor Janukovytj. Den 1 mars utropades Gubarev tillfälligt till guvernör över folkrepubliken Donetsk i östra Ukraina, men han åsidosattes tämligen snabbt och förbjöds sedan 2014 från att ens ställa upp i parlamentsvalen  regionen.
Gubarev greps den 6 mars 2014 i sitt hem i Donetsk av den ukrainska säkerhetstjänsten. Han dömdes till två års fängelse för brott mot "statens territoriella integritet och oberoende". Ukraina och proryska separatister utväxlade den 7 maj fångar och i fångutväxlingen frigav separatisterna tre ukrainska elitsoldater mot tre proryska fångar, däribland Gubarev.
Gubarev hörde under sommaren 2014 till separatisternas ledargestalter, men försvann från ledningen efter att ha överlevt ett mordförsök som tros höra samman med hans strävanden att ställa upp i Donetsk presidentval.
Pavel Gubarevs fru, Jekaterina Gubareva, är även hon politiskt aktiv på separatisternas sida. Hon antog en något framträdande roll i utbrytarrepublikens ledning efter att hennes make tillfångatagits.
Gubarev är medlem i det populistiska ukrainska partiet PSPU och har tidigare varit aktiv i det nynazistiska ryska partiet Rysk nationell enighet. I intervjuer har han varit tacksam för den militära träning han fick i RNE men samtidigt sagt att han inte längre är ultranationalist, högerextrem eller nazist, utan att hans åsikter kan placeras i "vänster-mitten" idag. 

## Källa
- Pro-rysk ledare gripen i Ukraina - SVT.se